# Güntersberge
Güntersberge è una frazione della città tedesca di Harzgerode.
Conta (2007) 873 abitanti.

## Storia
Güntersberge costituì un comune autonomo fino al 31 luglio 2009.

## Geografia antropica
Appartengono alla frazione di Güntersberge le località di Bärenrode e Friedrichshöhe.

## Amministrazione
La frazione di Güntersberge è amministrata da un consiglio locale (Ortschaftsrat) di 5 membri e da un sindaco di frazione (Ortsbürgermeister).